# Ligue des champions de basket-ball 2020-2021
Navigation
2019-2020 2021-2022
La Ligue des champions de basket-ball 2020-2021 est la cinquième édition de la Ligue des champions de basket-ball.

## Équipes engagées
44 équipes participent à cette édition de la Ligue des Champions. 28 d'entre elles sont directement qualifiées pour la saison régulière, les 16 clubs restants doivent passer par des qualifications pour determiner les 4 dernières équipes participant à la saison régulière.
- A : Saison annulée à cause de la pandémie de Covid-19
- Champion, 2e, etc. : Place dans le championnat domestique
- RLC : Équipes qualifiées via le ranking en Ligue des Champions

| Saison régulière               | Saison régulière             | Saison régulière                | Saison régulière             |
| ------------------------------ | ---------------------------- | ------------------------------- | ---------------------------- |
| Pınar Karşıyaka (A-2e)         | Galatasaray SK (A-3e)        | Tofaş SK (A-5e)                 | Darüşşafaka (A-6e)           |
| Türk Telekomspor (LC QF)       | JDA Dijon (RLC)              | SIG Strasbourg (RLC)            | Cholet Basket (A-6e)         |
| Limoges CSP (A-8e)             | San Pablo Burgos (4e)        | Casademont Saragosse (6e)       | Lenovo Tenerife (7e)         |
| RETAbet Bilbao Basket (8e)     | Dinamo Basket Sassari (A-2e) | New Basket Brindisi (A-5e)      | Fortitudo Bologne (A-8e)     |
| AEK Athènes (A-2e)             | Peristéri BC (A-3e)          | Hapoël Jérusalem (3e)           | Hapoël Holon (5e)            |
| Filou Ostende (A-1er)          | ERA Nymburk (A-1er)          | Brose Bamberg (5e)              | Falco KC Szombathely (A-1er) |
| VEF Riga (A-1er)               | Lietuvos rytas (A-2e)        | Start Lublin (A-2e)             | BK Nijni Novgorod (LC HF)    |
| Premier tour de qualifications |                              |                                 |                              |
| Belfius Mons-Hainaut (A-2e)    | BC Tsmoki-Minsk              | KK Igokea (A-1er)               | Balkan Botevgrad (A-1er)     |
| Keravnós Strovólou (A-1er)     | Bakken Bears (A-1er)         | London Lions (A-2e)             | Iraklis Salonique (A-7e)     |
| Hapoël Tel-Aviv (8e)           | Klaipėdos Neptūnas (A-4e)    | Donar Groningen (A-2e)          | Anwil Włocławek (A-3e)       |
| Sporting CP (A-1er)            | U-BT Cluj-Napoca (A-1er)     | Fribourg Olympic Basket (A-1er) | BC Dnipro (A-1er)            |

## Calendrier
| Nom | Date aller | Date retour | Date décisif  | Équipes participantes |
| --- | --- | --- | ------------- | --------------------- |
| Qualifications | | |               |                       |
| Demi-finales | 22 et 23 septembre | NC | NC            | 16                    |
| Finales | 24 et 25 septembre | NC | NC            | 8                     |
| Saison régulière | | |               |                       |
| Journées 1 et 8 Journées 2 et 9 Journées 3 et 10 Journées 4 et 11 Journées 5 et 12 Journées 6 et 13 Journées 7 et 14 | 13 et 14 octobre 20 et 21 octobre 27 et 28 octobre 3 et 4 novembre 10 et 11 novembre 17 et 18 novembre 8 et 9 décembre | 15 et 16 décembre 22 et 23 décembre 5 et 6 janvier 12 et 13 janvier 19 et 20 janvier 26 et 27 janvier 2 et 3 février | NC            | 32                    |
| Phase finale | | |               |                       |
| Huitièmes de finale                                                                                                  | 2 et 3 mars | 9 et 10 mars | 16 et 17 mars | 16                    |
| Quarts de finale | 23 et 24 mars | 30 et 31 mars | 6 et 7 avril  | 8                     |
| Final four | 7, 8 et 9 mai | 7, 8 et 9 mai | 7, 8 et 9 mai | 4                     |

## Compétition

### Qualifications
Le tirage au sort des qualifications s'est déroulé le 15 juillet 2020, à Mies.
Le 25 août 2020, le bureau de la BCL annonce un changement de format des qualifications, dû à l'évolution de la pandémie de COVID-19.
Ainsi, quatre tournois de qualification ont lieu, à Botevgrad et Nicosie. Chaque tournoi de qualification est composé de deux demi-finales et d'une finale. Contrairement à ce qui était prévu à l'origine, les deux tours de qualification sont disputés en un match sec.

#### Groupe A
Ce groupe se joue à l'Eleftheria Indoor Hall de Nicosie (Chypre). Les demi-finales ont lieu le 23 et la finale le 25 septembre 2020.
|  | Demi-finales         | Demi-finales         |              |    | Finale | Finale |
|  | Demi-finales         | Demi-finales         |              |    | Finale | Finale |
|  |                      |                      |              |    |        |        |
|  |                      |                      |              |    |        |        |
|  |                      |                      |              |    |        |        |
|  | Bakken Bears         | 91                   |              |    |        |        |
|  | Bakken Bears         | 91                   |              |    |        |        |
|  | Hapoël Tel-Aviv      | 71                   |              |    |        |        |
|  | Hapoël Tel-Aviv      | 71                   | Bakken Bears | 86 |        |        |
|  |                      |                      | Bakken Bears | 86 |        |        |
|  |                      | Belfius Mons-Hainaut | 71           |    |        |        |
|  | Anwil Włocławek      | Belfius Mons-Hainaut | 71           | 69 |        |        |
|  | Anwil Włocławek      |                      |              | 69 |        |        |
|  | Belfius Mons-Hainaut | 81                   |              |    |        |        |
|  | Belfius Mons-Hainaut | 81                   |              |    |        |        |

#### Groupe B
Ce groupe se joue à l'Eleftheria Indoor Hall de Nicosie (Chypre). Les demi-finales ont lieu le 22 et la finale le 24 septembre 2020.
|  | Demi-finales       | Demi-finales    |                    |    | Finale | Finale |
|  | Demi-finales       | Demi-finales    |                    |    | Finale | Finale |
|  |                    |                 |                    |    |        |        |
|  |                    |                 |                    |    |        |        |
|  |                    |                 |                    |    |        |        |
|  | Keravnós Strovólou | 96              |                    |    |        |        |
|  | Keravnós Strovólou | 96              |                    |    |        |        |
|  | Iraklis Salonique  | 94              |                    |    |        |        |
|  | Iraklis Salonique  | 94              | Keravnós Strovólou | 60 |        |        |
|  |                    |                 | Keravnós Strovólou | 60 |        |        |
|  |                    | Donar Groningen | 57                 |    |        |        |
|  | Donar Groningen    | Donar Groningen | 57                 | 88 |        |        |
|  | Donar Groningen    |                 |                    | 88 |        |        |
|  | BC Dnipro          | 53              |                    |    |        |        |
|  | BC Dnipro          | 53              |                    |    |        |        |

#### Groupe C
Ce groupe se joue à l'Arena Botevgrad de Botevgrad (Bulgarie). Les demi-finales ont lieu le 23 et la finale le 25 septembre 2020.
|  | Demi-finales            | Demi-finales |           |    | Finale | Finale |
|  | Demi-finales            | Demi-finales |           |    | Finale | Finale |
|  |                         |              |           |    |        |        |
|  |                         |              |           |    |        |        |
|  |                         |              |           |    |        |        |
|  | U-BT Cluj-Napoca        | 75           |           |    |        |        |
|  | U-BT Cluj-Napoca        | 75           |           |    |        |        |
|  | KK Igokea               | 82           |           |    |        |        |
|  | KK Igokea               | 82           | KK Igokea | 70 |        |        |
|  |                         |              | KK Igokea | 70 |        |        |
|  |                         | Sporting CP  | 64        |    |        |        |
|  | Fribourg Olympic Basket | Sporting CP  | 64        | 78 |        |        |
|  | Fribourg Olympic Basket |              |           | 78 |        |        |
|  | Sporting CP             | 84           |           |    |        |        |
|  | Sporting CP             | 84           |           |    |        |        |

#### Groupe D
Ce groupe se joue à l'Arena Botevgrad de Botevgrad (Bulgarie). Les demi-finales ont lieu le 22 et la finale le 24 septembre 2020.
|  | Demi-finales       | Demi-finales       |                 |    | Finale | Finale |
|  | Demi-finales       | Demi-finales       |                 |    | Finale | Finale |
|  |                    |                    |                 |    |        |        |
|  |                    |                    |                 |    |        |        |
|  |                    |                    |                 |    |        |        |
|  | BC Tsmoki-Minsk    | 73                 |                 |    |        |        |
|  | BC Tsmoki-Minsk    | 73                 |                 |    |        |        |
|  | Balkan Botevgrad   | 65                 |                 |    |        |        |
|  | Balkan Botevgrad   | 65                 | BC Tsmoki-Minsk | 69 |        |        |
|  |                    |                    | BC Tsmoki-Minsk | 69 |        |        |
|  |                    | Klaipėdos Neptūnas | 59              |    |        |        |
|  | Klaipėdos Neptūnas | Klaipėdos Neptūnas | 59              | 77 |        |        |
|  | Klaipėdos Neptūnas |                    |                 | 77 |        |        |
|  | London Lions       | 73                 |                 |    |        |        |
|  | London Lions       | 73                 |                 |    |        |        |

### Saison régulière
Le tirage au sort de la saison régulière s'est déroulé le 15 juillet 2020, à Mies. La saison régulière se déroule du 13 octobre 2020 au 3 février 2021. Le 24 septembre 2020, le bureau de la BCL annonce un changement du format en raison de la pandémie de coronavirus. Les trente-deux équipes participantes sont réparties en huit groupes de quatre. Chaque club rencontre les trois autres de sa poule deux fois, à domicile et à l'extérieur. Au terme de la saison régulière, les deux premiers de chaque poule sont qualifiés pour la phase finale.
Légende :

Avant la fin du tour :
- en gras : Mathématiquement qualifié
- en italique : Mathématiquement éliminé

#### Groupe A
| Rang | Équipe                | Pts | J | G | P | Pp  | Pc  | Diff |  | Résultats (dom.\ext.) |        |        |       |       |
| ---- | --------------------- | --- | - | - | - | --- | --- | ---- |  | --------------------- | ------ | ------ | ----- | ----- |
| 1    | Lenovo Tenerife       | 10  | 6 | 4 | 2 | 552 | 507 | 45   |  | Lenovo Tenerife       |        | 115-85 | 98-73 | 85-72 |
| 2    | Dinamo Basket Sassari | 10  | 6 | 4 | 2 | 524 | 529 | -5   |  | Dinamo Basket Sassari | 92-72  |        | 71-93 | 93-84 |
| 3    | Bakken Bears          | 9   | 6 | 3 | 3 | 523 | 507 | 16   |  | Bakken Bears          | 96-78  | 84-91  |       | 96-78 |
| 4    | Galatasaray SK        | 7   | 6 | 1 | 5 | 495 | 551 | -56  |  | Galatasaray SK        | 89-104 | 81-92  | 91-81 |       |

#### Groupe B
| Rang | Équipe             | Pts | J | G | P | Pp  | Pc  | Diff |  | Résultats (dom.\ext.) |        |        |       |       |
| ---- | ------------------ | --- | - | - | - | --- | --- | ---- |  | --------------------- | ------ | ------ | ----- | ----- |
| 1    | Tofaş SK           | 10  | 6 | 4 | 2 | 529 | 482 | 47   |  | Tofaş SK              |        | 93-96  | 81-87 | 78-67 |
| 2    | ERA Nymburk        | 10  | 6 | 4 | 2 | 546 | 473 | 73   |  | ERA Nymburk           | 97-103 |        | 94-54 | 96-69 |
| 3    | JDA Dijon          | 10  | 6 | 4 | 2 | 457 | 449 | 8    |  | JDA Dijon             | 61-90  | 85-61  |       | 91-79 |
| 4    | Keravnós Strovólou | 6   | 6 | 0 | 6 | 402 | 530 | -128 |  | Keravnós Strovólou    | 74-84  | 69-102 | 44-79 |       |

#### Groupe C
| Rang | Équipe          | Pts | J | G | P | Pp  | Pc  | Diff |  | Résultats (dom.\ext.) |        |       |       |       |
| ---- | --------------- | --- | - | - | - | --- | --- | ---- |  | --------------------- | ------ | ----- | ----- | ----- |
| 1    | Hapoël Holon    | 10  | 6 | 4 | 2 | 479 | 455 | 24   |  | Hapoël Holon          |        | 77-71 | 73-63 | 69-79 |
| 2    | AEK Athènes     | 10  | 6 | 4 | 2 | 514 | 492 | 22   |  | AEK Athènes           | 100-96 |       | 83-81 | 95-69 |
| 3    | Cholet Basket   | 8   | 6 | 2 | 4 | 458 | 468 | -10  |  | Cholet Basket         | 71-89  | 79-70 |       | 89-71 |
| 4    | BC Tsmoki-Minsk | 8   | 6 | 2 | 4 | 462 | 498 | -36  |  | BC Tsmoki-Minsk       | 71-75  | 90-95 | 82-75 |       |

#### Groupe D
| Rang | Équipe               | Pts | J | G | P | Pp  | Pc  | Diff |  | Résultats (dom.\ext.) |       |       |       |       |
| ---- | -------------------- | --- | - | - | - | --- | --- | ---- |  | --------------------- | ----- | ----- | ----- | ----- |
| 1    | Casademont Saragosse | 11  | 6 | 5 | 1 | 527 | 504 | 23   |  | Casademont Saragosse  |       | 78-75 | 85-76 | 94-82 |
| 2    | BK Nijni Novgorod    | 10  | 6 | 4 | 2 | 496 | 463 | 33   |  | BK Nijni Novgorod     | 92-98 |       | 73-68 | 78-65 |
| 3    | Falco KC Szombathely | 9   | 6 | 3 | 3 | 493 | 471 | 22   |  | Falco KC Szombathely  | 94-86 | 88-93 |       | 84-75 |
| 4    | Start Lublin         | 6   | 6 | 0 | 6 | 432 | 510 | -78  |  | Start Lublin          | 85-86 | 66-85 | 59-83 |       |

#### Groupe E
| Rang | Équipe         | Pts | J | G | P | Pp  | Pc  | Diff |  | Résultats (dom.\ext.) |       |        |        |       |
| ---- | -------------- | --- | - | - | - | --- | --- | ---- |  | --------------------- | ----- | ------ | ------ | ----- |
| 1    | SIG Strasbourg | 10  | 6 | 4 | 2 | 492 | 466 | 26   |  | SIG Strasbourg        |       | 101-94 | 77-57  | 81-83 |
| 2    | VEF Riga       | 10  | 6 | 4 | 2 | 482 | 457 | 25   |  | VEF Riga              | 75-77 |        | 60-57  | 84-60 |
| 3    | Peristéri BC   | 8   | 6 | 2 | 4 | 458 | 462 | -4   |  | Peristéri BC          | 76-79 | 81-84  |        | 81-74 |
| 4    | Lietuvos rytas | 8   | 6 | 2 | 4 | 467 | 514 | -47  |  | Lietuvos rytas        | 81-77 | 81-85  | 88-106 |       |

#### Groupe F
| Rang | Équipe                | Pts | J | G | P | Pp  | Pc  | Diff |  | Résultats (dom.\ext.) |        |       |       |       |
| ---- | --------------------- | --- | - | - | - | --- | --- | ---- |  | --------------------- | ------ | ----- | ----- | ----- |
| 1    | Brose Bamberg         | 12  | 6 | 6 | 0 | 509 | 429 | 80   |  | Brose Bamberg         |        | 83-82 | 90-75 | 83-68 |
| 2    | Pınar Karşıyaka       | 10  | 6 | 4 | 2 | 476 | 441 | 35   |  | Pınar Karşıyaka       | 70-76  |       | 85-76 | 80-69 |
| 3    | RETAbet Bilbao Basket | 8   | 6 | 2 | 4 | 445 | 451 | -6   |  | RETAbet Bilbao Basket | 71-77  | 72-81 |       | 82-54 |
| 4    | Fortitudo Bologne     | 6   | 6 | 0 | 6 | 383 | 492 | -109 |  | Fortitudo Bologne     | 63-100 | 65-78 | 64-69 |       |

#### Groupe G
| Rang | Équipe           | Pts | J | G | P | Pp  | Pc  | Diff |  | Résultats (dom.\ext.) |       |       |       |       |
| ---- | ---------------- | --- | - | - | - | --- | --- | ---- |  | --------------------- | ----- | ----- | ----- | ----- |
| 1    | Türk Telekomspor | 11  | 6 | 5 | 1 | 487 | 477 | 10   |  | Türk Telekomspor      |       | 94-86 | 98-94 | 76-73 |
| 2    | KK Igokea        | 9   | 6 | 3 | 3 | 457 | 470 | -13  |  | KK Igokea             | 77-66 |       | 75-73 | 76-73 |
| 3    | Hapoël Jérusalem | 8   | 6 | 2 | 4 | 492 | 482 | 10   |  | Hapoël Jérusalem      | 77-78 | 84-68 |       | 81-75 |
| 4    | Limoges CSP      | 8   | 6 | 2 | 4 | 459 | 466 | -7   |  | Limoges CSP           | 70-75 | 80-75 | 88-83 |       |

#### Groupe H
| Rang | Équipe              | Pts | J | G | P | Pp  | Pc  | Diff |  | Résultats (dom.\ext.) |       |       |       |        |
| ---- | ------------------- | --- | - | - | - | --- | --- | ---- |  | --------------------- | ----- | ----- | ----- | ------ |
| 1    | San Pablo Burgos    | 11  | 6 | 5 | 1 | 543 | 470 | 73   |  | San Pablo Burgos      |       | 93-71 | 88-73 | 100-70 |
| 2    | New Basket Brindisi | 10  | 6 | 4 | 2 | 521 | 508 | 13   |  | New Basket Brindisi   | 86-90 |       | 93-81 | 92-81  |
| 3    | Filou Ostende       | 8   | 3 | 2 | 4 | 484 | 517 | -33  |  | Filou Ostende         | 99-98 | 80-92 |       | 77-67  |
| 4    | Darüşşafaka         | 7   | 6 | 1 | 5 | 451 | 504 | -53  |  | Darüşşafaka           | 71-74 | 83-87 | 79-74 |        |

### Play-offs
Le tirage au sort du tour de play-offs s'est déroulé le 2 février 2021. Les seize équipes encore en lice sont réparties en quatre groupes de quatre, s'affrontant en rencontres aller-retour. Les deux premiers de chaque groupe se qualifient pour le final 8.
Légende :

#### Groupe I
| Rang | Équipe              | Pts | J | G | P | Pp  | Pc  | Diff |  | Résultats (dom.\ext.) |       | PKA   |        | TOF   |
| ---- | ------------------- | --- | - | - | - | --- | --- | ---- |  | --------------------- | ----- | ----- | ------ | ----- |
| 1    | Hapoël Holon        | 10  | 6 | 4 | 2 | 472 | 483 | -11  |  | Hapoël Holon          |       | 63-72 | 81-79  | 71-90 |
| 2    | Pınar Karşıyaka     | 9   | 6 | 3 | 3 | 491 | 471 | 20   |  | Pınar Karşıyaka       | 76-77 |       | 107-88 | 78-70 |
| 3    | New Basket Brindisi | 9   | 6 | 3 | 3 | 503 | 501 | 2    |  | New Basket Brindisi   | 85-87 | 83-79 |        | 77-75 |
| 4    | Tofaş SK            | 8   | 6 | 2 | 4 | 478 | 489 | -11  |  | Tofaş SK              | 81-93 | 90-79 | 72-91  |       |

#### Groupe J
| Rang | Équipe           | Pts | J | G | P | Pp  | Pc  | Diff |  | Résultats (dom.\ext.) | TEN    | SPB   |       |       |
| ---- | ---------------- | --- | - | - | - | --- | --- | ---- |  | --------------------- | ------ | ----- | ----- | ----- |
| 1    | Lenovo Tenerife  | 11  | 6 | 5 | 1 | 484 | 426 | 58   |  | Lenovo Tenerife       |        | 89-60 | 80-75 | 77-64 |
| 2    | San Pablo Burgos | 10  | 6 | 4 | 2 | 462 | 436 | 26   |  | San Pablo Burgos      | 101-79 |       | 83-71 | 76-75 |
| 3    | KK Igokea        | 9   | 6 | 3 | 3 | 440 | 453 | -13  |  | KK Igokea             | 62-82  | 77-75 |       | 64-58 |
| 4    | VEF Riga         | 6   | 6 | 0 | 6 | 381 | 452 | -71  |  | VEF Riga              | 64-77  | 45-67 | 75-91 |       |

#### Groupe K
| Rang | Équipe            | Pts | J | G | P | Pp  | Pc  | Diff |  | Résultats (dom.\ext.) |       |       |       |       |
| ---- | ----------------- | --- | - | - | - | --- | --- | ---- |  | --------------------- | ----- | ----- | ----- | ----- |
| 1    | BK Nijni Novgorod | 10  | 6 | 4 | 2 | 506 | 457 | 49   |  | BK Nijni Novgorod     |       | 87-97 | 88-60 | 96-82 |
| 2    | SIG Strasbourg    | 9   | 6 | 3 | 3 | 491 | 474 | 17   |  | SIG Strasbourg        | 68-73 |       | 91-73 | 91-81 |
| 3    | AEK Athènes       | 9   | 6 | 3 | 3 | 429 | 468 | -39  |  | AEK Athènes           | 79-78 | 77-68 |       | 74-65 |
| 4    | Türk Telekomspor  | 8   | 6 | 2 | 4 | 460 | 487 | -27  |  | Türk Telekomspor      | 71-84 | 83-76 | 78-66 |       |

#### Groupe L
| Rang | Équipe                | Pts | J | G | P | Pp  | Pc  | Diff |  | Résultats (dom.\ext.) |       |        |       |        |
| ---- | --------------------- | --- | - | - | - | --- | --- | ---- |  | --------------------- | ----- | ------ | ----- | ------ |
| 1    | ERA Nymburk           | 11  | 6 | 5 | 1 | 532 | 497 | 35   |  | ERA Nymburk           |       | 98-78  | 91-87 | 90-89  |
| 2    | Casademont Saragosse  | 10  | 6 | 4 | 2 | 521 | 522 | -1   |  | Casademont Saragosse  | 90-71 |        | 77-65 | 105-88 |
| 3    | Brose Bamberg         | 8   | 6 | 2 | 4 | 513 | 504 | 9    |  | Brose Bamberg         | 80-91 | 117-76 |       | 92-86  |
| 4    | Dinamo Basket Sassari | 7   | 6 | 1 | 5 | 502 | 545 | -43  |  | Dinamo Basket Sassari | 73-91 | 83-95  | 83-72 |        |

### Final 8
L'organisation de la phase finale est attribuée à Nijni Novgorod et a lieu du 5 au 9 mai 2021. Elle consiste en un tournoi à élimination directe avec tirage au sort intégral réunissant les 8 équipes issues des playoffs.
|  | Quarts de finale 5 et 6 mai 2021 | Quarts de finale 5 et 6 mai 2021 |                           |                           | Demi-finales 7 mai 2021 | Demi-finales 7 mai 2021 |  |  | Finale 9 mai 2021   | Finale 9 mai 2021 |
|  | Quarts de finale 5 et 6 mai 2021 | Quarts de finale 5 et 6 mai 2021 |                           |                           | Demi-finales 7 mai 2021 | Demi-finales 7 mai 2021 |  |  | Finale 9 mai 2021   | Finale 9 mai 2021 |
|  |                                  |                                  |                           |                           |                         |                         |  |  |                     |                   |
|  |                                  |                                  |                           |                           |                         |                         |  |  |                     |                   |
|  |                                  |                                  |                           |                           |                         |                         |  |  |                     |                   |
|  | [K1] BK Nijni Novgorod           | 78                               |                           |                           |                         |                         |  |  |                     |                   |
|  | [K1] BK Nijni Novgorod           | 78                               |                           |                           |                         |                         |  |  |                     |                   |
|  | [L2] Casademont Saragosse        | 86                               |                           |                           |                         |                         |  |  |                     |                   |
|  | [L2] Casademont Saragosse        | 86                               | [L2] Casademont Saragosse | 79                        |                         |                         |  |  |                     |                   |
|  |                                  |                                  | [L2] Casademont Saragosse | 79                        |                         |                         |  |  |                     |                   |
|  |                                  | [I2] Pınar Karşıyaka             | 84                        |                           |                         |                         |  |  |                     |                   |
|  | [L1] ERA Nymburk                 | [I2] Pınar Karşıyaka             | 84                        | 73                        |                         |                         |  |  |                     |                   |
|  | [L1] ERA Nymburk                 |                                  |                           | 73                        |                         |                         |  |  |                     |                   |
|  | [I2] Pınar Karşıyaka             | 84                               |                           |                           |                         |                         |  |  |                     |                   |
|  | [I2] Pınar Karşıyaka             | 84                               | [I2] Pınar Karşıyaka      | 59                        |                         |                         |  |  |                     |                   |
|  |                                  |                                  | [I2] Pınar Karşıyaka      | 59                        |                         |                         |  |  |                     |                   |
|  |                                  | [J2] San Pablo Burgos            | 64                        |                           |                         |                         |  |  |                     |                   |
|  | [I1] Hapoël Holon                | [J2] San Pablo Burgos            | 64                        | 77                        |                         |                         |  |  |                     |                   |
|  | [I1] Hapoël Holon                |                                  |                           | 77                        |                         |                         |  |  |                     |                   |
|  | [J2] San Pablo Burgos            | 86                               |                           |                           |                         |                         |  |  |                     |                   |
|  | [J2] San Pablo Burgos            | 86                               | [J2] San Pablo Burgos     | 81                        |                         |                         |  |  |                     |                   |
|  |                                  |                                  | [J2] San Pablo Burgos     | 81                        | Match pour la 3e place  |                         |  |  |                     |                   |
|  |                                  | [K2] SIG Strasbourg              | 70                        |                           |                         |                         |  |  |                     |                   |
|  | [J1] Lenovo Tenerife             | [K2] SIG Strasbourg              | 70                        | 86ap                      |                         |                         |  |  |                     |                   |
|  | [J1] Lenovo Tenerife             |                                  |                           | 86ap                      |                         |                         |  |  |                     |                   |
|  | [K2] SIG Strasbourg              | 88                               |                           | [L2] Casademont Saragosse | 89                      |                         |  |  |                     |                   |
|  | [K2] SIG Strasbourg              | 88                               |                           | [L2] Casademont Saragosse | 89                      |                         |  |  |                     |                   |
|  |                                  |                                  |                           |                           |                         |                         |  |  | [K2] SIG Strasbourg | 77                |
|  |                                  |                                  |                           |                           |                         |                         |  |  | [K2] SIG Strasbourg | 77                |

## Récompenses individuelles

### Récompenses de la saison
- Meilleur joueur (MVP)[6] :  Bonzie Colson ( SIG Strasbourg)
- MVP du Final Eight[7] :  Vítor Benite ( San Pablo Burgos)
- Meilleur coach[8] :  Zoran Lukić ( BK Nijni Novgorod)
  - Deuxième coach[8] :  Txus Vidorreta ( Lenovo Tenerife)
  - Troisième coach[8] :  Stefanos Dedas ( Hapoël Holon)
- Meilleur espoir[8] :  Yoan Makoundou ( Cholet Basket)
  - Deuxième espoir[8] :  Keye van der Vuurst ( Filou Ostende)
  - Troisième espoir[8] :  Dalibor Ilić ( KK Igokea)
- Premier et deuxième cinq majeurs[8] :

| Meilleur cinq majeur | Meilleur cinq majeur | Position    | Deuxième cinq majeur | Deuxième cinq majeur |
| Joueur               | Équipe               | Position    | Joueur               | Équipe               |
| -------------------- | -------------------- | ----------- | -------------------- | -------------------- |
| C. J. Harris         | Hapoël Holon         | Meneur      | Dylan Ennis          | Casademont Saragosse |
| Kasey Shepherd       | BK Nijni Novgorod    | Arrière     | Darius Thompson      | New Basket Brindisi  |
| Bonzie Colson        | SIG Strasbourg       | Ailier      | Jasiel Rivero        | San Pablo Burgos     |
| Raymar Morgan        | Pınar Karşıyaka      | Ailier fort | Omar Prewitt         | ERA Nymburk          |
| Giorgi Shermadini    | Lenovo Tenerife      | Pivot       | Michale Kyser        | VEF Riga             |

### Récompenses mensuelles

#### MVP du mois
| Mois                  | Joueur               | Équipe                  | Pts  | Reb | PD | Éval |
| --------------------- | -------------------- | ----------------------- | ---- | --- | -- | ---- |
| Octobre               | Steven Gray (1/1)    | Peristéri BC (1/1)      | 39   | 3   | 7  | 47   |
| Novembre              | Yanick Moreira (1/1) | AEK Athènes (1/1)       | 17,7 | 6,3 |    | 21   |
| Décembre              | Kyle Allman (1/1)    | VEF Riga (1/1)          | 20   |     | 9  | 22   |
| Janvier               | Raymar Morgan (1/1)  | Pınar Karşıyaka (1/1)   | 20,7 | 4   | 3  | 25,3 |
| Playoffs (mars/avril) | Kasey Shepherd (1/1) | BK Nijni Novgorod (1/1) | 20,5 | 5   | 5  | 22,2 |

#### Meilleure équipe du mois
Le changement de format induit par l'épidémie de COVID-19 en Europe a conduit en la modification de la formule d'attribution des prix lors des play-offs. Une équipe-type a été désignée pour l'ensemble des 6 rencontres disputées par les clubs entre mars et avril 2021.
| Mois                   | PG                                             | SG                                                | SF                                        | PF                                             | C                                             |
| ---------------------- | ---------------------------------------------- | ------------------------------------------------- | ----------------------------------------- | ---------------------------------------------- | --------------------------------------------- |
| Octobre                | Marco Spissu (1/1) Dinamo Basket Sassari (1/2) | Steven Gray (1/1) Peristéri BC (1/1)              | Kyle Wiltjer (1/1) Türk Telekomspor (1/2) | Grant Jerrett (1/1) Darüşşafaka Tekfen (1/1)   | Jerry Boutsiele (1/1) Limoges CSP (1/1)       |
| Novembre               | Axel Julien (1/1) JDA Dijon (1/1)              | Keye van der Vuurst (1/1) Filou Ostende (1/1)     | Retin Obasohan (1/1) ERA Nymburk (1/1)    | Yanick Moreira (1/1) AEK Athènes (1/2)         | Miro Bilan (1/1) Dinamo Basket Sassari (2/2)  |
| Décembre               | Kyle Allman (1/1) VEF Riga (1/1)               | D'Angelo Harrison (1/1) New Basket Brindisi (1/1) | Sam Dekker (1/1) Türk Telekomspor (2/2)   | Evan Bruinsma (1/1) Falco KC Szombathely (1/1) | David Kravish (1/1) Brose Bamberg (1/1)       |
| Janvier                | Q. J. Peterson (1/1) Bakken Bears (1/1)        | Keith Langford (1/1) AEK Athènes (2/2)            | Raymar Morgan (1/1) Pınar Karşıyaka (1/1) | Bonzie Colson (1/2) SIG Strasbourg (1/2)       | Tomislav Zubčić (1/1) Tofaş SK (1/1)          |
| Play-offs (mars/avril) | Kasey Shepherd (1/1) BK Nijni Novgorod (1/1)   | C. J. Harris (1/1) Hapoël Holon (1/1)             | Bonzie Colson (2/2) SIG Strasbourg (2/2)  | Jasiel Rivero (1/1) San Pablo Burgos (1/1)     | Giorgi Shermadini (1/1) Lenovo Tenerife (1/1) |